# Kabinett Altmeier V
Das Kabinett  Altmeier V war das siebte Kabinett der Landesregierung des Landes Rheinland-Pfalz nach dem Zweiten Weltkrieg. Es begann am 18. Mai 1963 und wurde vom Kabinett Altmeier VI abgelöst.

## Landesregierung
| Amt                                 | Name                                          | Partei | Partei |
| ----------------------------------- | --------------------------------------------- | ------ | ------ |
| Ministerpräsident                   | Peter Altmeier                                |        | CDU    |
| Wirtschaft und Verkehr              | Peter Altmeier                                |        | CDU    |
| Inneres und Soziales                | August Wolters                                | CDU    |        |
| Justiz                              | Fritz Schneider                               |        | FDP    |
| Unterricht und Kultus               | Eduard Orth                                   |        | CDU    |
| Finanzen und Wiederaufbau           | Fritz Glahn bis 26. April 1966 Hermann Eicher |        | FDP    |
| Landwirtschaft, Weinbau und Forsten | Oskar Stübinger                               |        | CDU    |